# G0512 (China)
De G0512 of Chengle Expressway is een autosnelweg in de Volksrepubliek China. De weg loopt van Chengdu naar Leshan. De naam Chengle is een porte-manteau van de eindpunten Chengdu en Leshan. De G0512 is 89,6 kilometer lang.